# 九鉄ジェイライフ
株式会社九鉄ジェイライフ（きゅうてつジェイライフ）は、かつて福岡県北九州市門司区に本社を置いていた、マンションの分譲等を行なう不動産会社である。

## 概要
主に北九州市を中心にルミエールやジェイロイヤルなどのブランド名でマンション分譲を行なっていた。JR九州グループの建設会社九鉄工業が筆頭株主である。
2004年、九州興産株式会社から現社名に変更された。なお、社名の「ジェイ（J）」は、Join（結びつき）、Joy（喜び）、Justice（適正）の3つの意味を持つ。
2013年4月1日、株式会社九鉄ビルトと合併した。